# Pokhara
Pokhara (pronunciado /pokʰərɑː/, en nepalí: पोखरा) es una ciudad del centro de Nepal, aproximadamente 200 kilómetros al oeste de la capital, Katmandú. Con unos 599 504 habitantes, es la tercera ciudad más importante del país, tras ésta y Biratnagar. Es la capital del distrito de Kaski, en la provincia de Gandaki.

## Geografía
Se sitúa en la zona noroeste del valle de Pokhara, en la zona de ensanchamiento del valle de Seti Gandaki. El río Seti y sus tributarios han cavado unos impresionantes cañones, los cuales son solamente visibles de puntos de vista más altos o desde el aire. Al este de Pokhara está el municipio de Lekhnath, otra ciudad en el valle.
En ningún otro lugar las montañas se levantan tan rápidamente, a 30 kilómetros, desde los 1000 m hasta los 8000 m. El Dhaulagiri, Annapurna y Manaslu, todos por encima de los 8000 m, pueden ser vistos desde Pokhara y hay un lago llamado Phewa, dos cuevas (Mahendra y Guptswar) y unas impresionantes cataratas (Patala Chango o Devi/David´s Falls) donde el agua del lago Phewa cae en un agujero y desaparece. Debido a este gran aumento de la altitud el área de Pokhara tiene uno de los índices de precipitación más altos del país (sobre 4000 milímetros/año). Incluso dentro de la ciudad hay una diferencia sensible en la cantidad de lluvia entre el sur de la ciudad en la zona del lago, y el norte al pie de las montañas. El clima es subtropical pero debido a la elevación las temperaturas son moderadas: los veranos tienen generalmente 30 - 35 °C; los inviernos tienen un promedio alrededor de 15 °C y no hay ninguna helada.
En el sur la ciudad bordea el lago Phewa Tal (4,4 km² a 800 m sobre el nivel del mar) y al norte, la ciudad bordea las primeras estribaciones del Annapurna, a unos 1000 m sobre el nivel del mar.

## Historia
Pokhara se encuentra en una importante ruta comercial antigua entre el Tíbet y la India. En el Siglo XVII formaba parte del influyente Reino de Kaski, que fue uno de los Chaubise Rajaya (los 24 reinos de Nepal) gobernado por una rama de la dinastía Shah. Muchas de las montañas alrededor de Pokhara conservan todavía ruinas medievales de la época. En 1752 el Rey de Kaski promovió el comercio entre Bhaktapur y Pokhara. Su patrimonio puede ser visto en la arquitectura a lo largo de las calles de Bagar.

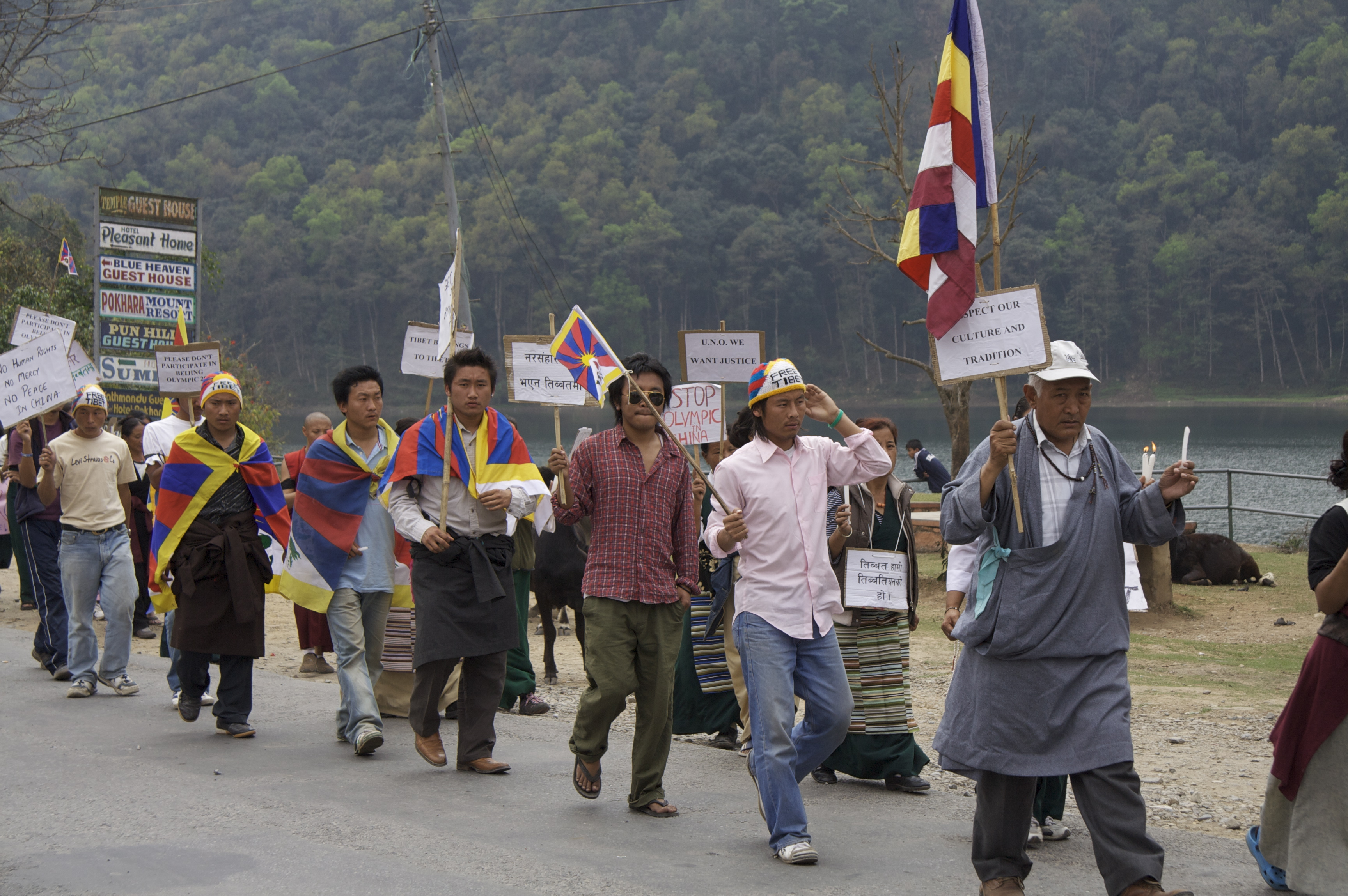
Manifestación en Pokhara por la independencia del Tíbet. De 1959 a 1962, unos 300.000 refugiados llegaron a Nepal tras la invasión por parte de China.

Los hindúes trajeron su cultura y costumbres desde Katmandú y se establecieron en todo el valle de Pokhara. En 1768 Prithvi Narayan Shah añadió Pokhara a su reino, y la ciudad se convirtió en un importante lugar comercial de paso en las rutas desde Katmandú a Jumla y de la India al Tíbet. 
De 1959 a 1962 unos 300.000 refugiados llegaron a Nepal del Tíbet, que había sido anexionado por China. Cuatro campamentos de refugiados se establecieron en el valle de Pokhara: Tashipalkhel, Tashiling, Paljorling y Jambling. Con el tiempo, estos campamentos se transformaron en asentamientos. Debido a su arquitectura diferente y sus banderas de oración, pueden ser fácilmente distinguidos de los demás asentamientos. 
Hasta el final de la década de 1960 a la ciudad solo se podía acceder a pie y por ello se consideraba un lugar aún más místico que Katmandú. La primera carretera se terminó en 1968, tras lo cual el turismo y la ciudad crecieron rápidamente. El área a lo largo del lago Phewa se convirtió en uno de los principales centros de turismo de Nepal.

## Turismo e industria

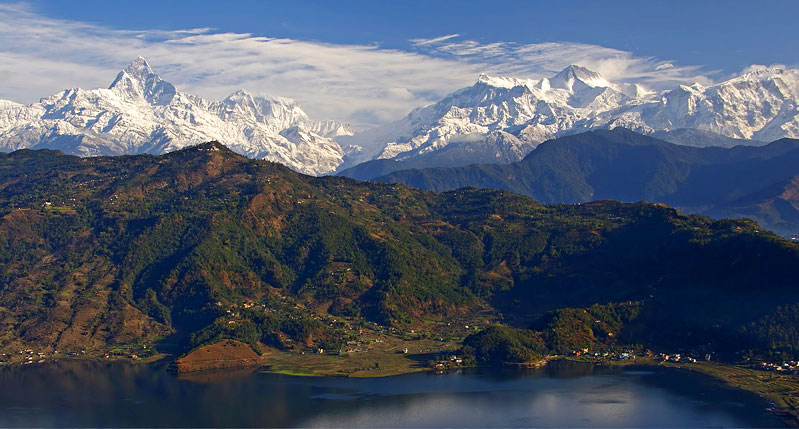
Vista del Annapurna desde la pagoda de la Paz Mundial, por encima del lago Phewa.

Después de la anexión del Tíbet por China, la ruta comercial a la India desapareció. Hoy en día solo algunas caravanas desde Mustang llegan a Bagar. 
Pokhara se ha convertido en un importante centro turístico de Nepal, compensando la pérdida de su importancia comercial. La ciudad ofrece una combinación de naturaleza y cultura con una zona turística al sur, en las subdivisiones de Baidam, Lakeside y Damside. Es principalmente conocida como punto de partida o llegada de las excursiones al Annapurna. 
Pokhara es una ciudad moderna con solo unos pocos lugares de interés turístico en la propia ciudad. Más interesante es el casco antiguo, al norte, donde todavía existen antiguos almacenes y tiendas de estilo Newari. 
Vale la pena visitar dos templos en la parte más antigua de la ciudad: el Bindhyabasini y el Bhimsen. Otro templo, el Barahi, está situado en una isla en el Lago Phewa. Es accesible solo a través de barcos, disponibles en las orillas del lago. 
El moderno centro comercial, en Chiple Dhunga y Mahendrapul, está a medio camino entre el lago y Purano Bazar, el antiguo centro. Aparte de este hay varios centros en otras partes de la ciudad: en el norte en Bagar, en el sur entre Prithvi y Srijana Chok Chok (principalmente tiendas de hardware) y en el este, en el Bazar Ram.

## Transportes
La ciudad dispone del Aeropuerto de Pokhara, con servicio de vuelos nacionales al Aeropuerto de Katmandú, Jomsom, Manang, Bhairahawa y Bharatpur. También dispone de un servicio chárter de helicópteros a Manang y Jomsom.

## Demografía
Con 194.476 habitantes (2006), Pokhara es la tercera ciudad de Nepal. Los principales grupos étnicos de región son Newar, Magar y Gurung. Grupos más pequeños de Chettriy de Thakali también viven en la zona. Los naturales de Pokhara confiesan el hinduismo y el budismo tibetano. Hay muchos refugiados tibetanos que viven ya en su tercera generación en Pokhara.

## Educación
La ciudad es la sede de la Universidad de Pokhara, establecida en 1996, que cuenta con 4.800 estudiantes y consta de tres facultades:
- Facultad de Ciencias y Tecnología.
- Facultad de Gestión.
- Facultad de Humanidades y Ciencias Sociales.

Además, existen varios colegios e institutos públicos y privados.